# Prérifarkas

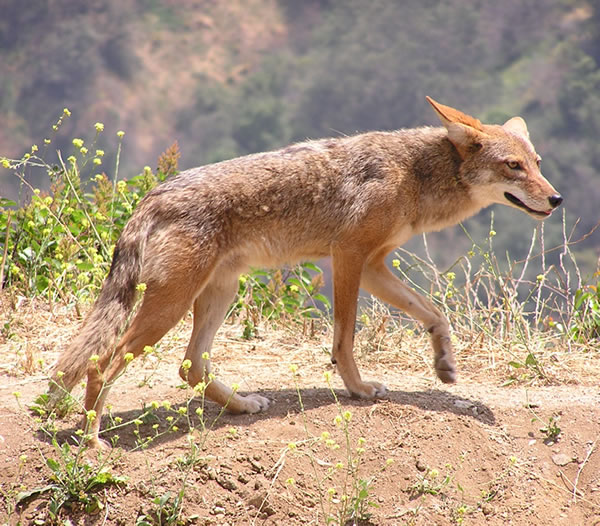

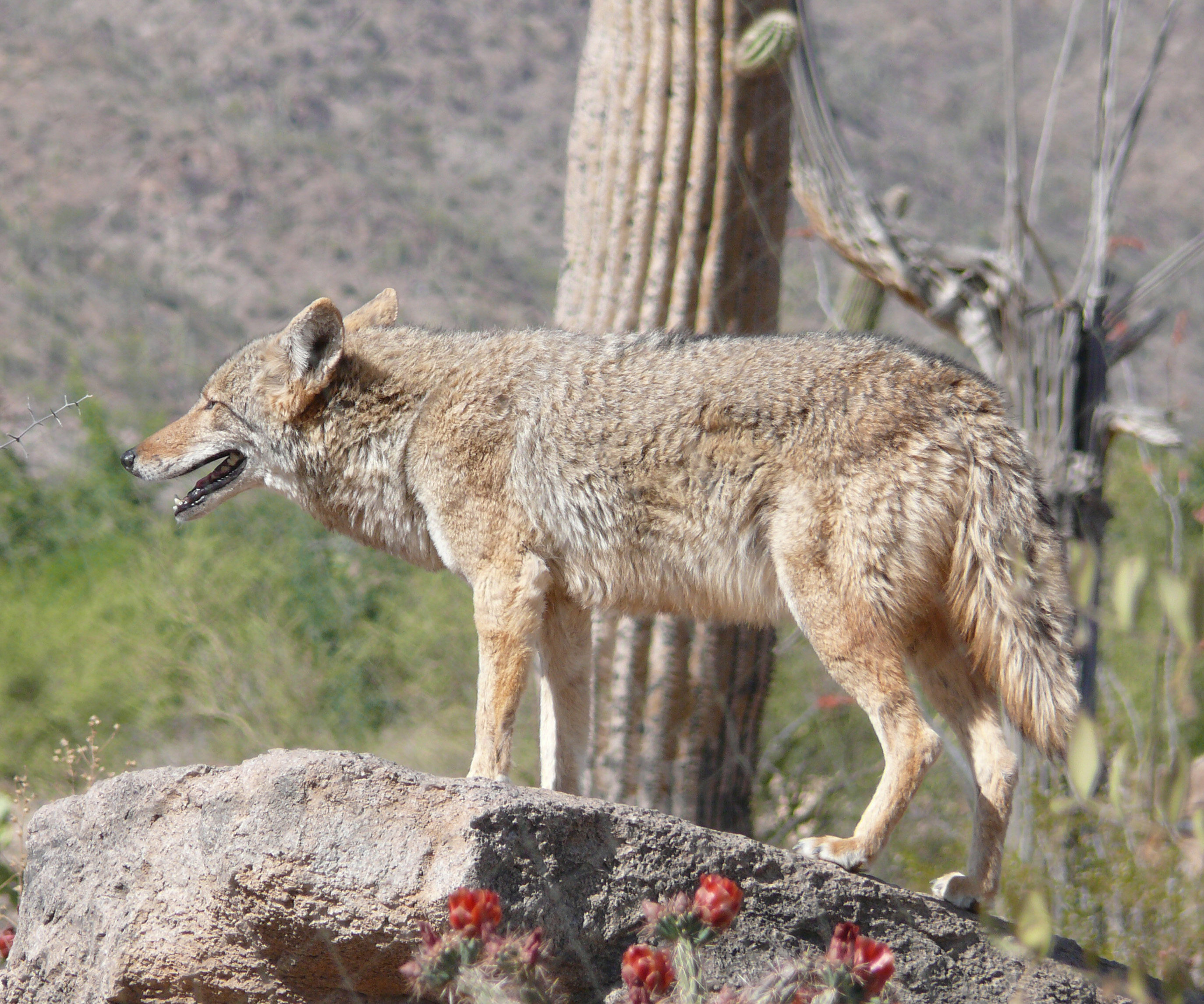

A prérifarkas vagy kojot (Canis latrans) az emlősök (Mammalia) osztályának ragadozók (Carnivora) rendjébe, ezen belül a kutyafélék (Canidae) családjába tartozó faj.
Igen nagy túlélő, a pleisztocén óta az amerikai kontinens lakója. Abban az időben nagyobb testű, robusztusabb jószág volt erősebb állkapoccsal. Valószínűleg fiatal mamutokra vadászhatott. Az utolsó jégkorszakot a legtöbb nagytestű emlőssel ellentétben túlélte, azóta kisebb termetű lett, valamint állkapcsa is kisebb lett.
Az ember élőhely átalakítása, valamint a vadászatok a szürke farkas kiirtását eredményezték, amiből a prérifarkas profitált, így természetes vetélytársától megszabadulva sok helyütt csúcsragadozóvá vált, bár félénksége miatt az ember elleni támadások továbbra is nagyon ritkák.

## Elnevezése
A prérifarkas kojot - coyote -  elnevezése az azték (navatl) "kojotl" szóból ered, ami félvért jelent. Valóban első ránézésre olyan, mintha a róka és a farkas keveréke lenne, és mindkettő előnyös tulajdonságait örökölte volna.
Latin neve: Canis latrans „ugató kutyá”-t jelent. Ezt a valóban hátborzongató falkaüvöltésükkel érdemelték ki. Ez a hang azért rémületes, mert amikor megszólal az éjszakában, olyan, mintha rengeteg farkas üvöltene. Pedig csak néhány prérifarkas esti „nótázása” az egész. Morgással kezdődik, ezután magasabb hangokra vált, mely hosszan elnyúló jajveszékeléssel éri el tetőpontját, majd csaholással és morgással végződik.

## Előfordulása
A prérifarkas (kojot) eredetileg Észak-Amerika középső részén és Mexikóban, a prérin és a sivatagban élt, de olyan élelmes, szapora és alkalmazkodóképes faj, hogy idővel az egész földrészen elterjedt, amihez hozzájárult még a farkasok kiirtása is.
Mai elterjedési területe Alaszkától Panamáig tart. Ezeken a területeken a sakálokhoz hasonló ökológiai fülkét (niche-t) töltenek be.
Az Egyesült Államok 50 állama közül 49-ben megtalálható (csak Hawaii-n nem). New York állam életének is részévé vált, ahol 20–30 000 példány is élhet a kutatások szerint. Habár ezek hibrid példányok (több farkas-alfaj és házi kutya génjeit találták meg bennük a kutatók.

## Megjelenése
A többi farkastól szinte csak a méretében különbözik. A prérifarkas kisebb a farkasnál. Hossza (farok nélkül) 70–97 cm, testmagassága 45–53 cm, testtömege 8–22 kg. Alapból arany színű, de háta és feje teteje szürke. Hosszúkás pofája a rókáéra emlékeztet.

## Életmódja
Mohó ragadozók, mindenféle állatot elkapnak és felfalnak, amit csak meg tudnak ölni. Étlapjukon szerepel például  a prérikutya és más rágcsálók, madarak, halak, békák, rákok, nyulak, a juh, a kanadai vadjuh, a szarvasborjú, a bölényborjú, a kivénhedt vagy beteg szarvas és bölény. Ügyes hajtóvadászok, maximális sebességük 65 km/h. Olyan módon vadásznak, mint a betanított vadászkutyák, de ravaszságban még azokon is túltesznek. Ha az üldözött vad túl gyors és ezért elveszítik a nyomát, a felderítésre szétválnak. Ha például egy szarvas menekülés közben vízen úszik át, a falka egy része nyomát vesztheti. Ilyenkor a falka szétválik, és az a része, amelyik ismét nyomra bukkan, üvöltéssel értesíti társait. A bölény túl nagy falat és veszélyes ellenség. Előfordul, hogy a borjút anyja napokig testével védi, és mindaddig nem mozdul, amíg a kicsi nem képes követni a csordát. Ilyenkor a préri füve ezen a helyen teljesen lelapul.
A prérifarkas – ez talán kisebb testi erejéből fakad – emberre ritkán támad. Üvöltésük rémísztő, pedig főleg a falka összetartása a célja. Igaz, hogy a kojot falkába tömörülése ellentétben a farkaséval esetleges. Éppen olyan jól érzi magát magányosan vagy párban, mint falkában.
Nagyobb csoport csak a nagyobb testű állat elejtése érdekében áll össze, és egyáltalán nem évszakhoz kötött, mint a farkasoknál.

## Szaporodása
Monogám, és a párjával marad a kölykök elválasztásáig. Nászuk januárra, februárra, esetenként márciusra esik. A nőstény 63 napos vemhesség után hozza világra kölykeit. Odúja a föld alatt, gyakran 10 m hosszú folyosó végén épül. A kicsik száma a 12-t is elérheti. A sok ellenség, mint például az ember, a puma, a szürke farkas a skorpió, a szirti sas, a csörgőkígyó, a borz és a fagyos tél azonban nem teszi lehetővé, hogy mindet felneveljék. Nem ritkán csak 2-9 marad életben. 24 napos koruk után az anyatej már nem elég. Ilyenkor az előző alomból való legidősebb szukatestvérük látja el őket élelemmel. Az anyáról a gondozási időszakban az apaállat gondoskodik.
A család tehát együttműködik a kicsik felnevelésében. Előfordul, hogy az anya maga is vadászni indul, elhagyva az almot. Ezt üvöltéssel jelzi, és rögtön akad, aki átvegye az apróságok felügyeletét. Képes szaporodni a kutyákkal és szürke farkasokkal, ezekkel szaporodóképes hibrideket hozhat létre.

## Érdekesség
Észak-Amerikában a farmok elterjedésével a kojot újabb zsákmánylehetőségre tett szert, de újabb és félelmetes ellensége is támadt: az ember. A prérifarkas nagy kárt tett az embernek, így évente 125 000 állatot lőttek ki, ejtettek csapdába vagy mérgeztek meg közülük. A kojot azonban nagyon ravasz, és kiváló az alkalmazkodó képessége. Az üldözés ellenére is nagyon terjed, olyannyira, hogy lassan városlakóvá válik. Los Angeles környékén éjszakánként néha hallani üvöltését. Az USA számos nagyvárosában is  megjelent, New Yorkban először az 1990-es években Bronxban, 2020-ban a Central Parkban is.